# Преваље
Преваље (словен. Prevalje) је градић и управно средиште истоимене општине Преваље, која припада Корушкој регији у Републици Словенији.
По последњем попису из 2011. године насеље Преваље имало је 4.643 становника.